# Zvone Černač
Zvone Černač (tudi Zvonko Černač), slovenski politik, poslanec in pravnik, * 23. september 1962, Postojna.
Po delu v gospodarstvu je leta 2004 postal poslanec v Državnem zboru Republike Slovenije in nato ponovno izvoljen v letih 2008, 2011, 2018 in 2022. Leta 2005 je postal podžupan Občine Postojna in funkcijo opravljal do leta 2011, ko mu je funkcija avtomatično prenehala. Leta 2012 je bil imenovan na mesto ministra za infrastrukturo in prostor, leta 2020 pa je postal minister brez listnice, pristojen za razvoj, strateške projekte in kohezijo. 

## Mladost in poslovna pot
Po zaključku šolanja leta 1987 na Pravni fakulteti v Ljubljani je pripravništvo opravljal na Zvezi svobodnih sindikatov. Po prvih demokratičnih volitvah je postal član Izvršnega sveta občine Postojna, kjer je vodil področje upravnih notranjih zadev. Iz upravnih vod se je podal v (takrat še državno) gospodarstvo oz. na področje turizma. Bil je vodja splošne službe pri podjetju Postojnska jama, turizem, d.d., kasneje pa v.d. direktorja javnega zavoda Kobilarna Lipica. Do izvolitve v Državni zbor leta 2004 je vodil Stanovanjski sklad občine Postojna.

## Politika
Od leta 2005 je bil podžupan občine Postojna; s potrditvijo poslanskega mandata 21. decembra 2011 mu je avtomatično prenehala ta funkcija. V času druge Janševe vlade je bil minister za infrastrukturo in prostor Republike Slovenije. Imenovan je bil 10. februarja 2012, medtem ko se je mu mandat iztekel 27. februarja 2013. Leta 2014 je neuspešno kandidiral na listi SDS v državni zbor.
Na državnozborskih volitvah 2018 je bil na listi stranke SDS ponovno izvoljen v Državni zbor Republike Slovenije.
Ob sestavljanju 14. vlade Republike Slovenije, je bil s strani predsednika vlade Janeza Janše predlagan za ministra za razvoj, strateške projekte in kohezijo Republike Slovenije. Prisegel je 13. marca 2020. Leta 2022 je bil na državnozborskih volitvah znova izvoljen za poslanca na listi SDS.

### Delovna telesa v državnem zboru
V času poslanske funkcije je opravljal članstvo v naslednjih delovnih telesih Državnega zbora.

#### Državni zbor (2004–2008)
- Komisija za peticije ter za človekove pravice in enake možnosti (član),
- Komisija za nadzor proračuna in drugih javnih financ (član),
- Odbor za zunanjo politiko (član),
- Odbor za promet (član) in
- Preiskovalna komisija za ugotovitev politične odgovornosti nosilcev javnih funkcij v zvezi z domnevnim oškodovanjem državnega premoženja pri prodaji deležev Kapitalske družbe d.d. in Slovenske odškodninske družbe d. d. v gospodarskih družbah in sicer tako da zajema preiskava vse prodaje ki so sporne z vidika skladnosti z zakoni in drugimi predpisi ter z vidikov preglednosti in gospodarnosti (namestnik člana).

#### Državni zbor (2008–2011)
- Komisija za nadzor proračuna in drugih javnih financ (predsednik),
- Odbor za finance in monetarno politiko (član),
- Odbor za finance (član),
- Ustavna komisija (član).

#### Državni zbor (2018–2020)
- Odbor za notranje zadeve, javno upravo in lokalno samoupravo (predsednik),
- Odbora za infrastrukturo, okolje in prostor (član),
- Komisija za nadzor obveščevalnih in varnostnih služb (član).

#### Državni zbor (2022–2024)
- Odbor za infrastrukturo, okolje in prostor (član)
- Odbor za zdravstvo (član)

## Zasebno
Je poročen in je oče treh otrok.